# Décès en 1250
Décès
- 1246
- 1247
- 1248
- 1249
- 1250
- 1251
- 1252
- 1253
- 1254

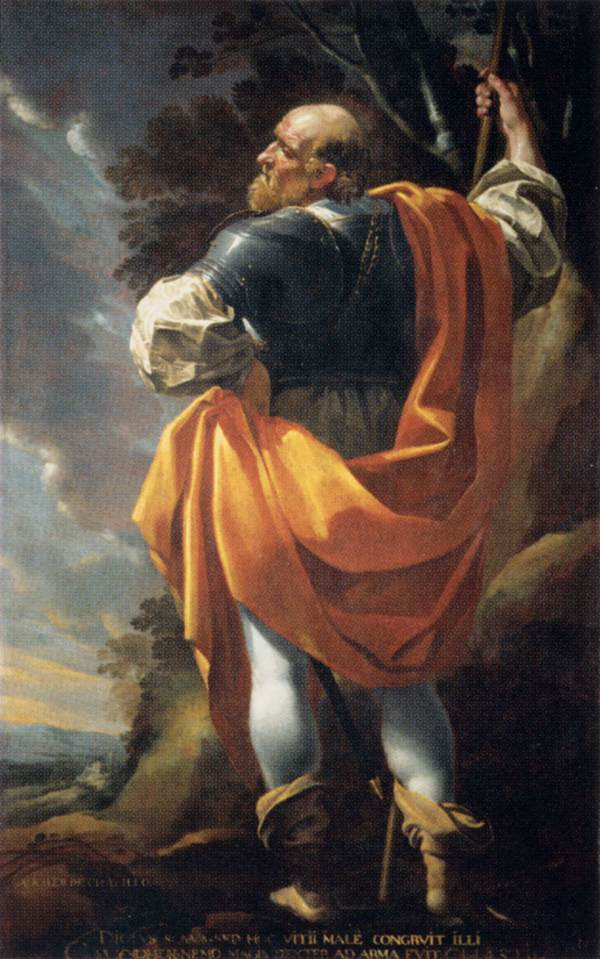
Gaucher de Nevers, mort en 1250.

Cette page dresse une liste de personnalités mortes au cours de l'année 1250 :
- 2 février : Éric XI de Suède, roi de Suède.
- 8 février : 
  - Raoul de Coucy, seigneur de Coucy.
  - André III de Vitré, baron de Vitré et d'Aubigné.
  - Robert Ier d'Artois, Comte d'Artois.
- 9 février : Robert Ier d'Artois à la bataille de Mansourah.
- vers le 11 février : Jocerand IV Gros de Brancion, sire du château d'Uxelles, de Brancion et de Salins.
- 25 février : Engelbert IV d'Enghien, seigneur d'Enghien.
- 5 avril : 
  - Gui de Château-Porcien, évêque du diocèse de Soissons.
  - Hugues XI de Lusignan, comte d'Angoulême,  comte de la Marche et seigneur de Lusignan.
- 28 avril : Luchèse de Caggiano,  bienheureux catholique italien.
- 26 ou 27 mai : Pierre Ier de Bretagne, baillistre de Bretagne, comte de Richmond et seigneur de Machecoul.
- juin : Humbert, archevêque d'Embrun.
- 7 juin : Wislaw Ier, prince de Rügen.
- 22 juin : Raniero Capocci, ou Rainerio de Viterbe, cardinal-diacre de S. Maria in Cosmedin, cardinal-diacre de Ss. Cosma e Damiano.
- 3 juillet : Guillaume de Sonnac, 17e grand maître des Templiers à la bataille de Mansourah.
- 6 juillet : Pierre Mauclerc, comte de Dreux, « baillistre » du duché de Bretagne, c'est-à-dire duc de Bretagne jusqu'en 1237.
- après le 9 août : |Guillaume de Talliante, cardinal-prêtre de Ss. XII Apostoli, membre de l'ordre de Cluny.
- 10 août : Éric IV de Danemark, roi de Danemark, assassiné sur ordre de son frère Abel.
- 4 octobre : Hermann VI de Bade-Bade, co-margrave de Bade-Bade (avec Rodolphe Ier de Bade-Bade, son frère) et margrave titulaire de Vérone, duc de Carinthie, duc nominal de Styrie et d'Autriche.
- 12 octobre : Richard Wendene, évêque de Rochester.
- 13 décembre : Frédéric II de Hohenstaufen, empereur des Romains, roi de Germanie, de Sicile et de Jérusalem.

- Al-Mansur Umar, premier sultan de la dynastie des Rassoulides au Yémen.
- Alice de Schaerbeek, moniale cistercienne, lépreuse et mystique.
- Al-Salih Ismaël, sultan de Damas.
- Guilhem Figueira, jongleur et troubadour de Toulouse.
- Gaucher de Nevers, ou Gaucher de Châtillon, héritier du comté de Nevers, de Tonnerre et d'Auxerre.
- Humbert V de Beaujeu, premier prince de Dombes, onzième seigneur de Beaujeu et connétable de France du roi saint Louis.
- Arnolphe de Louvain, moine et poète de l’abbaye cistercienne de Villers-en-Brabant.
- Marie de Ponthieu, comtesse de Ponthieu.
- Philippa de Champagne, dame de Ramerupt et de Venizy.
- Guillaume de Sonnac, 17e ou 18eMaître de l'Ordre du Temple, Maître de province d'Aquitaine.
- Tûrân Châh, ou Al-Malik al-Mu`azzam Tûrân Châh, Al-Mu'adham, Touran Shah, dernier sultan ayyubide effectif d’Égypte.

Date incertaine (vers 1250)
- Leonardo Fibonacci, mathématicien italien.

## Crédit d'auteurs
- Cet article est partiellement ou en totalité issu de l'article intitulé « 1250 » (voir la liste des auteurs).